# Helenium
 Helenium   L., 1753 è un genere di piante angiosperme dicotiledoni della famiglia delle Asteraceae, sottofamiglia Asteroideae, tribù Helenieae e sottotribù Gaillardiinae.

## Etimologia
Il nome del genere deriva probabilmente da Elena di Troia. Secondo la leggenda sembra che questi fiori germogliassero dal terreno dove si suppone fossero cadute le sue lacrime.
Il nome scientifico del genere è stato definito dal botanico Carl Linnaeus (1707-1778) nella pubblicazione " Species Plantarum" (  Sp. Pl. 2: 886 ) del 1753.

## Descrizione

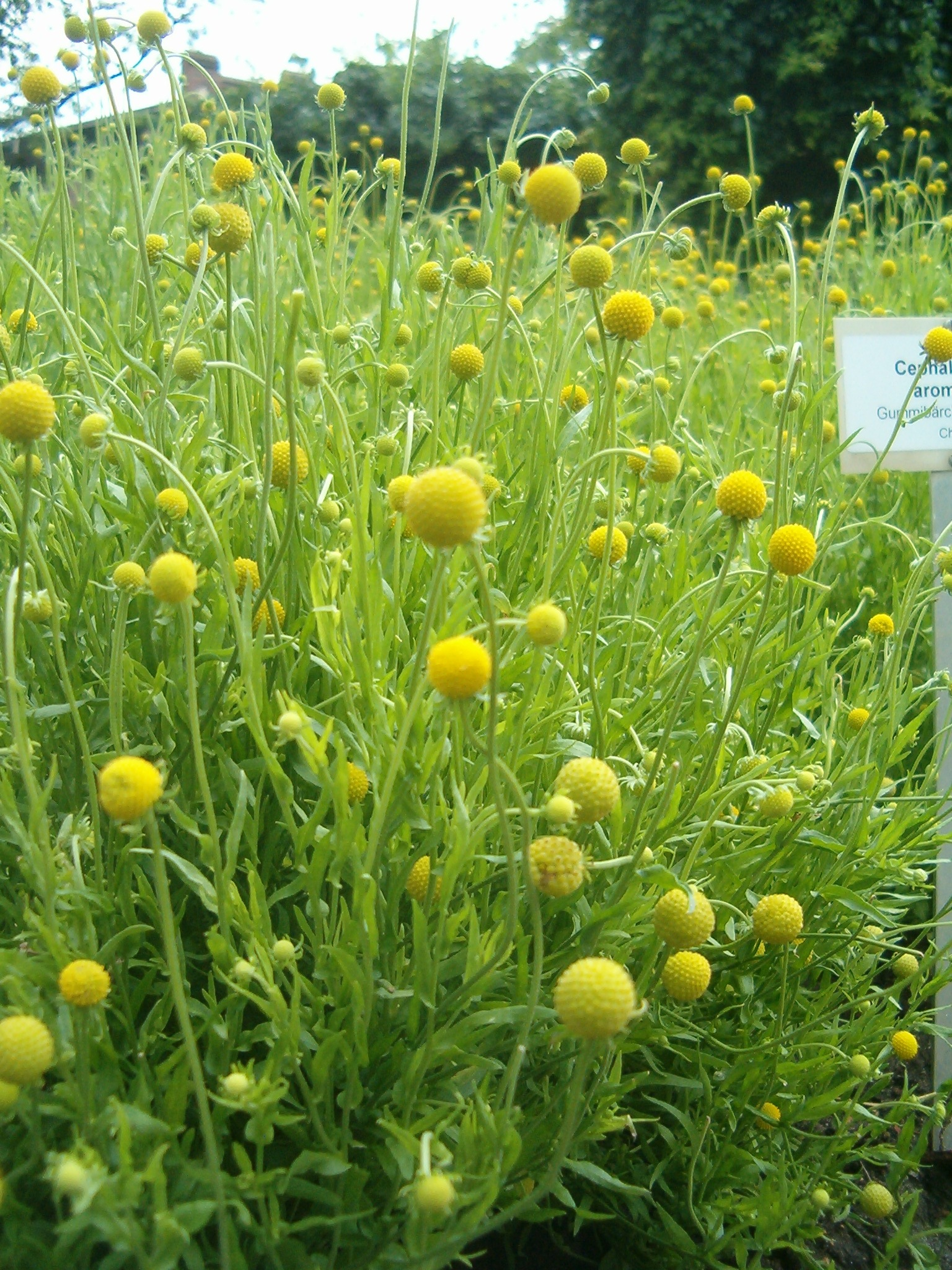
Il portamento
Helenium aromaticum

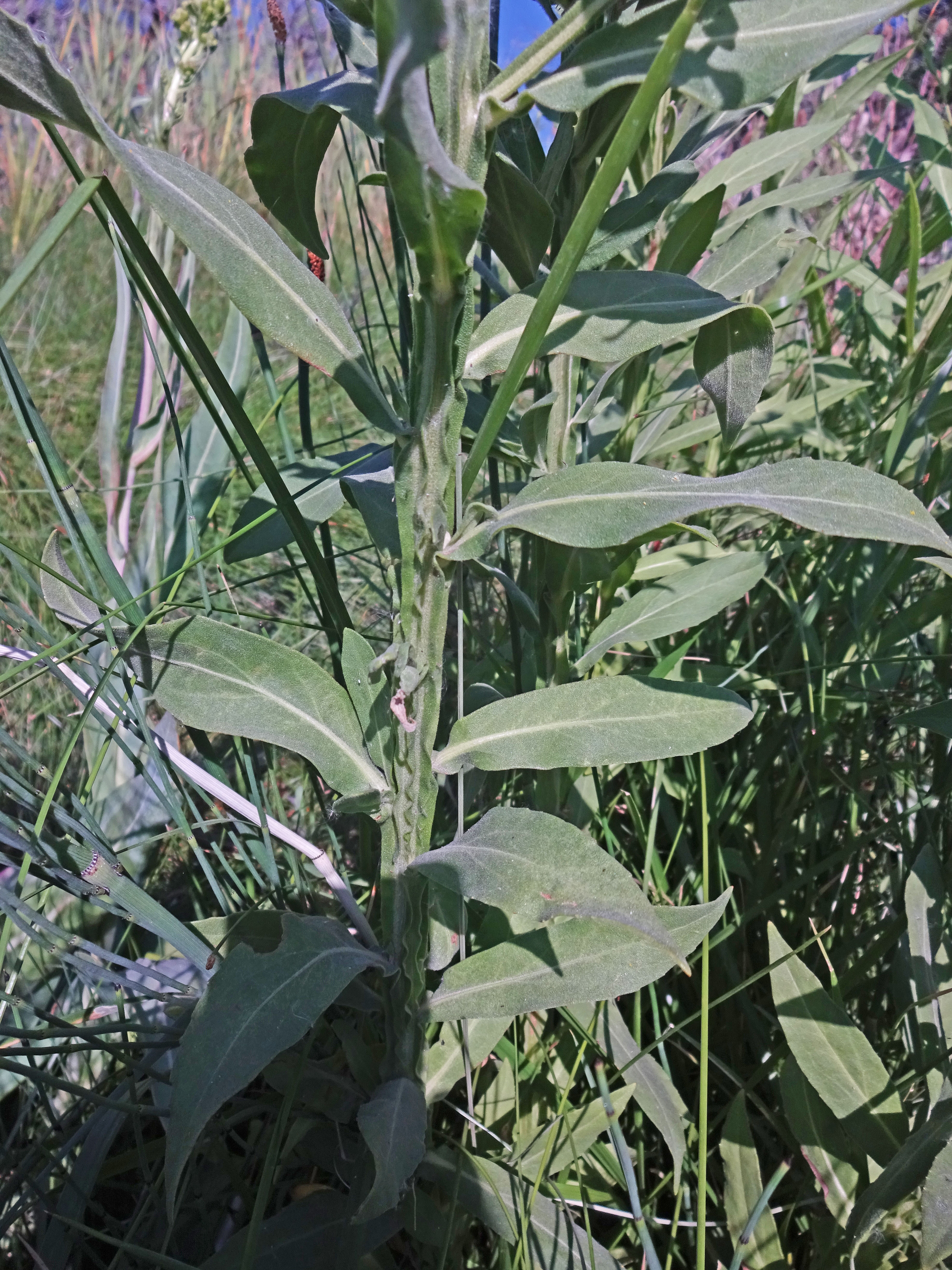
Le foglie
Helenium autumnale

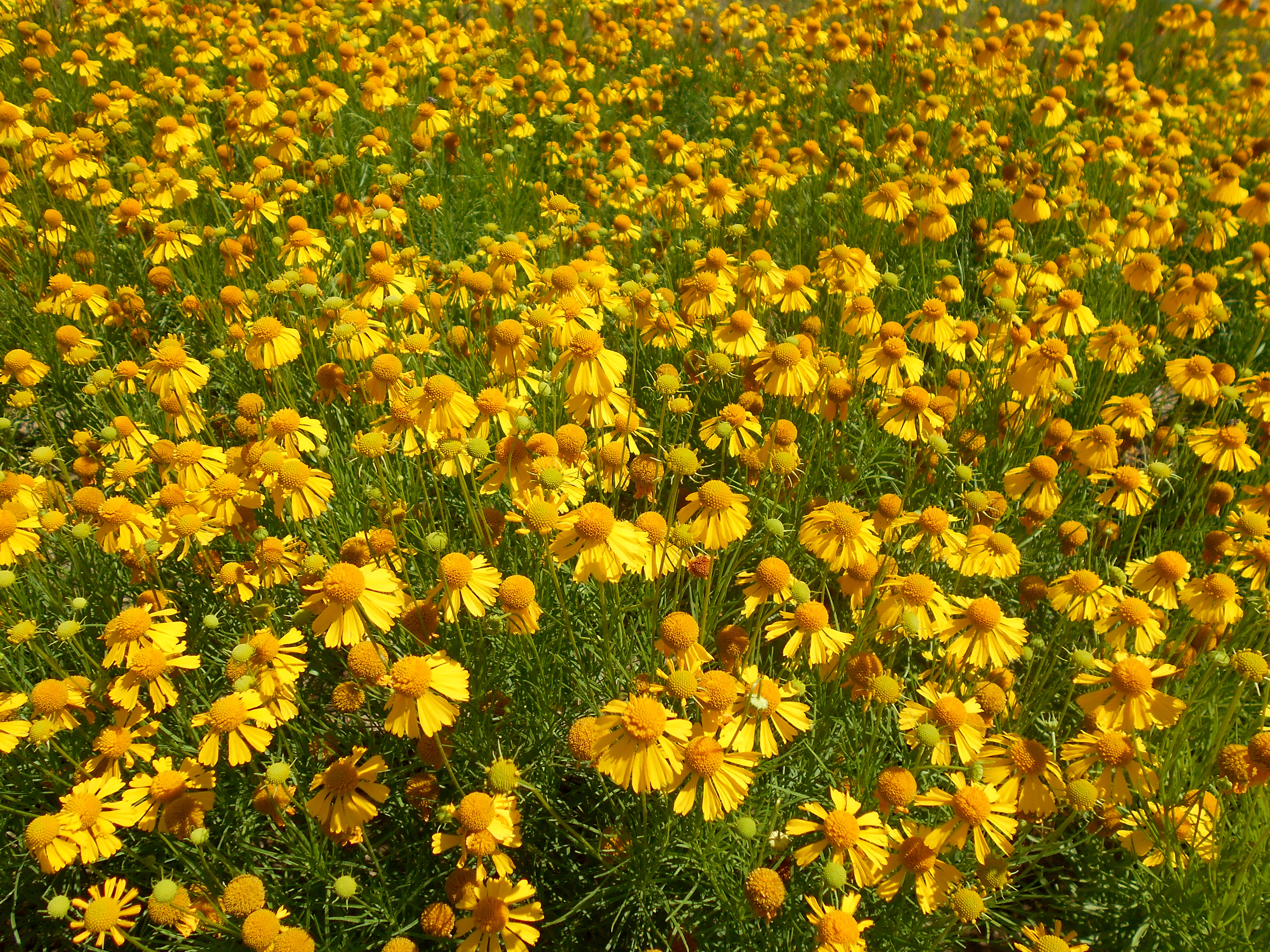
Infiorescenza
Helenium amarum

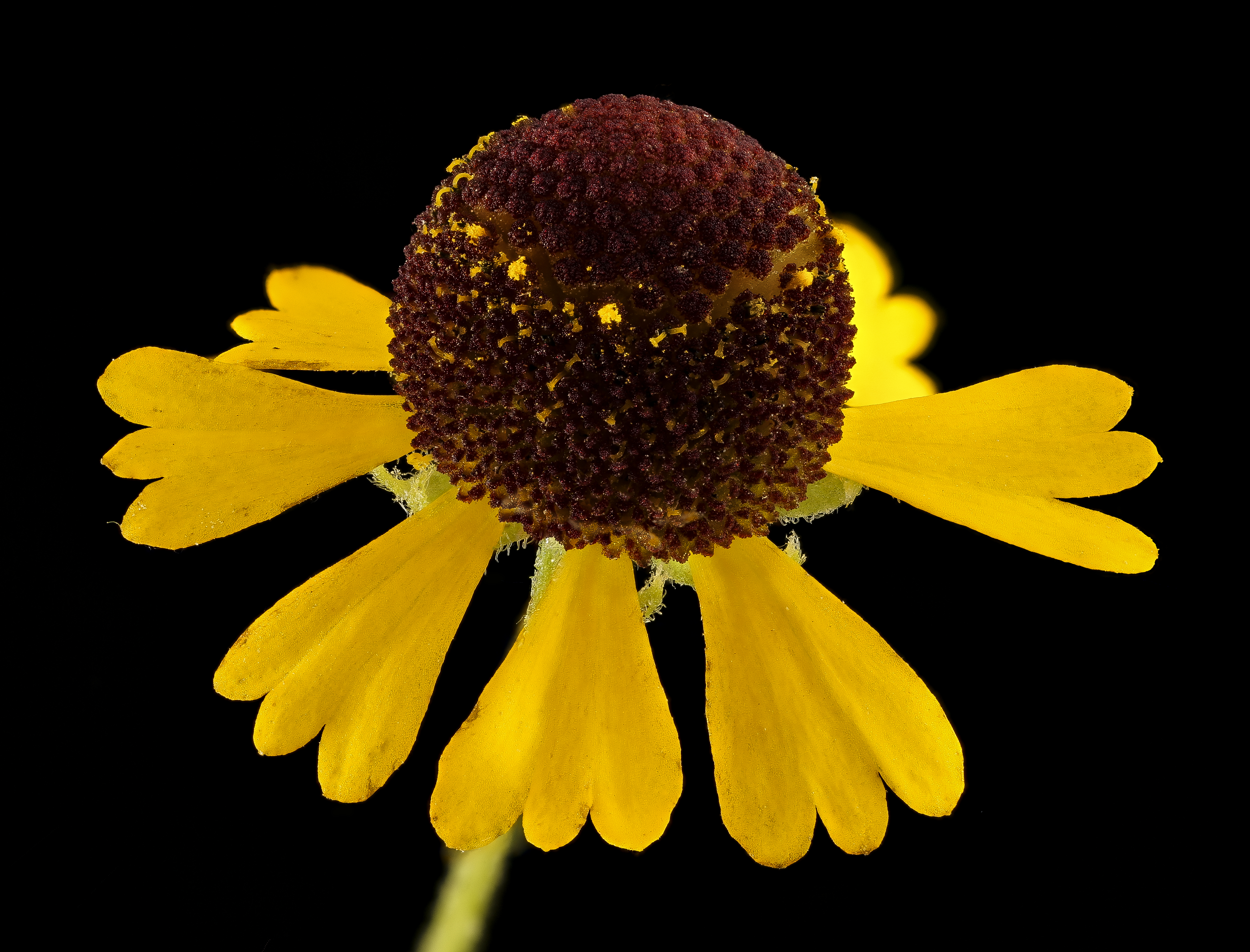
I fiori
Helenium flexuosum

Portamento. Le specie di questo genere hanno un habitus erbaceo, qualche volta cespitoso; la parte sotterranea del fusto generalmente è un rizoma. I cicli biologici sono annuali o perenni.
Fusto. La parte aerea in genere è eretta o prostrata, semplice o ramosa. La superficie è glabra o da scarsamente a densamente pelosa. Altezza media: 10-160 cm.
Foglie. Le foglie lungo il caule sono disposte in modo alterno (a volte opposte), sono sessili o picciolate e decorrenti. La lamina ha delle forme da lineari a lanceolate o ellittiche, spesso pennatamente lobata o pennatifida. I bordi possono essere dentati e la superficie pubescente. Le facce sono glabre o da scarsamente pelose a densamente pelose e punteggiate di ghiandole.
Infiorescenza. Le infiorescenze (sinflorescenze) sono formate da capolini peduncolati con forme radiate o discoidi; di solito sono scaposi e solitari, oppure sono raggruppati in larghi panicoli o cime corimbose (da 2 a 300 capolini). Le infiorescenze vere e proprie sono formate da un capolino, normalmente con fiori eterogami, composto da un involucro, con forme campanulate, globose, emisferiche o ob-coniche, formato da diverse brattee, al cui interno un ricettacolo fa da base ai fiori di due tipi: raggio (talvolta assenti) e disco. Le brattee (da 9 a 40), piatte, a consistenza erbacea con dimensioni più o meno uguali oppure graduate con differenti lunghezze (disposizione embricata) si trovano su 1-3 serie. La forma del ricettacolo varia da convessa a globosa o conica; normalmente è privo di pagliette a protezione della base dei fiori (raramente ne è provvisto). Diametro degli involucri: 4-34 mm.
Fiori.  I fiori sono tetra-ciclici (formati cioè da 4 verticilli: calice – corolla – androceo – gineceo) e pentameri (calice e corolla formati da 5 elementi). Si distinguono in:
- fiori del raggio (esterni): 0, o da 7 a 34, sono neutri o femminili e fertili, sono disposti su una o più serie; la forma è ligulata (fiori zigomorfi);
- fiori del disco (centrali): da 75 a 1000, sono ermafroditi con forme tubolari (fiori attinomorfi.

- Formula fiorale:

*/x K {\displaystyle \infty }, [C (5), A (5)], G 2 (infero), achenio 
- Calice: i sepali del calice sono ridotti ad una coroncina di squame.

- Corolla:

- fiori del raggio: la forma della corolla alla base è più o meno tubulosa-imbutiforme, mentre all'apice è ligulata; la ligula può terminare con 3 denti; il colore in genere è giallo o arancio, talvolta bruno-arancio;
- fiori del disco: la forma è tubulare bruscamente divaricata in 4-5 corti lobi; i lobi, patenti o eretti, hanno una forma deltata o più o meno lanceolata; i colori sono giallo o arancio ma più scuri. Sono pubescenti senza cellule sclerificate.

- Androceo: l'androceo è formato da 5 stami sorretti da filamenti generalmente liberi; gli stami sono connati e formano un manicotto circondante lo stilo. Le antere alla base sono troncate e non hanno una coda. Le appendici delle antere variano da ovate a dentate; le cellule delle appendici sono per lo più sclerificate. Il tessuto endoteciale, rivestimento interno dell'antera, è quasi sempre polarizzato con due superfici distinte: una verso l'esterno e una verso l'interno. Il polline è sferico con un diametro medio di circa 25 micron;  è tricolporato con tre aperture sia di tipo a fessura che tipo isodiametrica o poro ed è echinato con punte sporgenti e divergenti.

- Gineceo: l'ovario è infero uniloculare formato da 2 carpelli. Lo stilo, il recettore del polline, è profondamente bifido con due stigmi divergenti e con le linee stigmatiche marginali separate e parallele. I due bracci dello stilo hanno una forma da lanceolata a deltoide e possono essere papillosi o ricoperti da ciuffi di peli.

Frutti. I frutti sono degli acheni con pappo. Il colore è nero o marrone. La forma varia da ob-piramidale a cilindrica. In alcune specie la superficie è percorsa da coste 4-5 longitudinali. Il pappo è assente o è formato da 5-12 corte setole tipo squame a volte aristate.

## Biologia
Impollinazione: l'impollinazione avviene tramite insetti (impollinazione entomogama tramite farfalle diurne e notturne).

Riproduzione: la fecondazione avviene fondamentalmente tramite l'impollinazione dei fiori (vedi sopra).

Dispersione: i semi (gli acheni) cadendo a terra sono successivamente dispersi soprattutto da insetti tipo formiche (disseminazione mirmecoria). In questo tipo di piante avviene anche un altro tipo di dispersione: zoocoria. Infatti gli uncini delle brattee dell'involucro (se presenti) si agganciano ai peli degli animali di passaggio disperdendo così anche su lunghe distanze i semi della pianta. Inoltre per merito del pappo (se presente) il vento può trasportare i semi anche a distanza di alcuni chilometri (disseminazione anemocora).

## Distribuzione e habitat
Le specie di questo genere sono distribuite in America.

## Sistematica
La famiglia di appartenenza di questa voce (Asteraceae o Compositae, nomen conservandum) probabilmente originaria del Sud America, è la più numerosa del mondo vegetale, comprende oltre 23.000 specie distribuite su 1.535 generi, oppure 22.750 specie e 1.530 generi secondo altre fonti (una delle checklist più aggiornata elenca fino a 1.679 generi). La famiglia attualmente (2021) è divisa in 16 sottofamiglie; la sottofamiglia Asteroideae è una di queste e rappresenta l'evoluzione più recente di tutta la famiglia.

### Filogenesi
Il gruppo di questa voce è descritto nella sottotribù Gaillardiinae caratterizzata da ampie brattee riflesse dell'involucro e dalla presenza di un ricettacolo spesso spinoso vicino ai margini delle pagliette.
Nell'ambito della sottotribù  Helenium  si trova, da un punto di vista evolutivo, in posizione "basale" ed è fratello del resto della sottotribù.
I caratteri distintivi del genere sono:
- la base delle foglie usualmente è decorrente lungo il picciolo;
- lo stilo è privo di appendici vascolarizzate, queste normalmente sono troncate;
- lo stilo e gli stigmi sono provvisti di punte papillose ma mai mucronate.

Il numero cromosomico delle specie di questa voce è: 2n = 34.

### Elenco delle specie
Questo genere ha 33 specie:
A ...C
- Helenium amarum (Raf.) H.Rock
- Helenium amphibolum A.Gray
- Helenium arizonicum S.F.Blake
- Helenium aromaticum (Hook.) L.H.Bailey
- Helenium atacamense Cabrera
- Helenium autumnale L.
- Helenium bigelovii A.Gray
- Helenium bolanderi A.Gray
- Helenium brevifolium (Nutt.) Alph.Wood
- Helenium campestre Small
- Helenium chihuahuensis Bierner

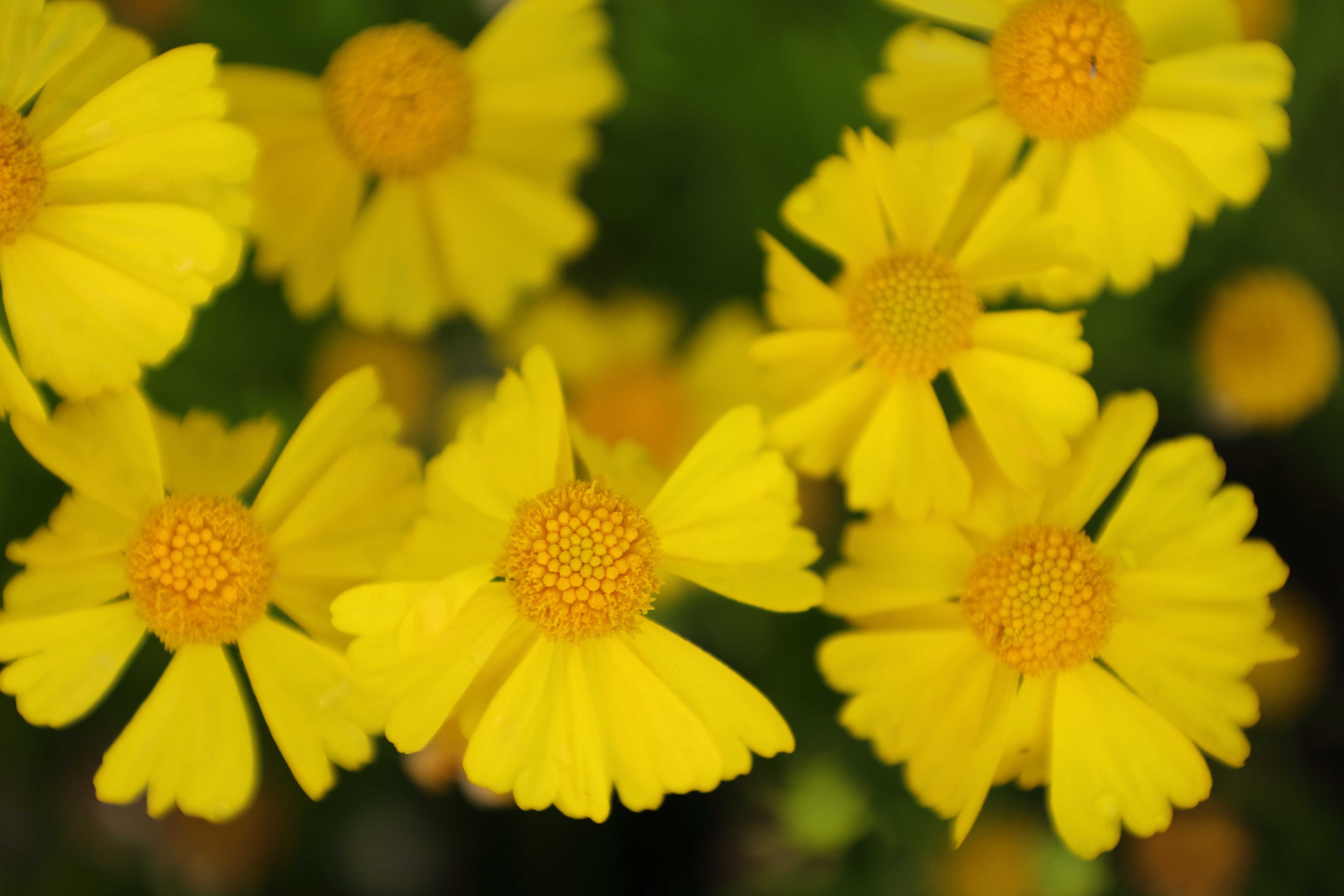
Helenium amarum
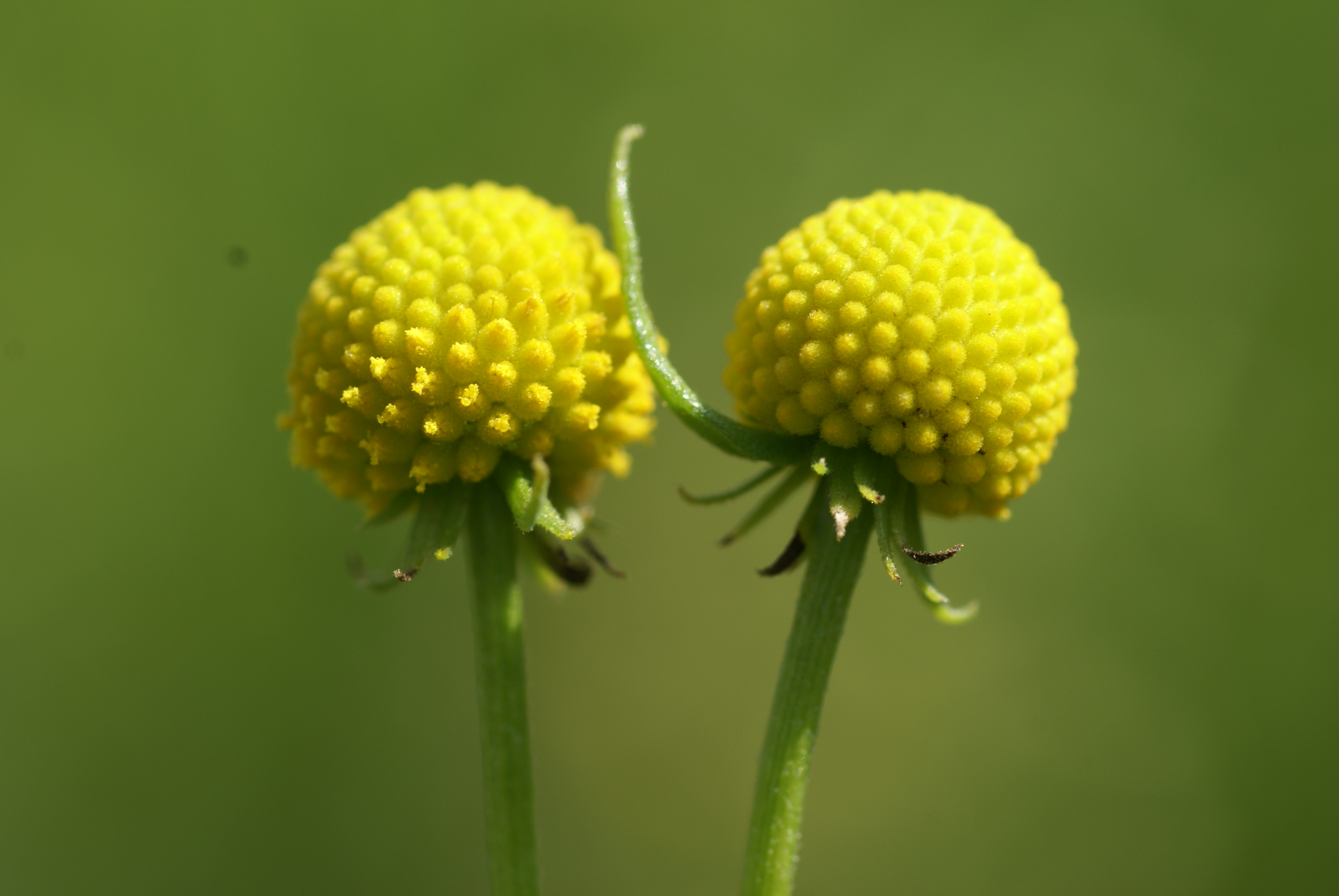
Helenium aromaticum
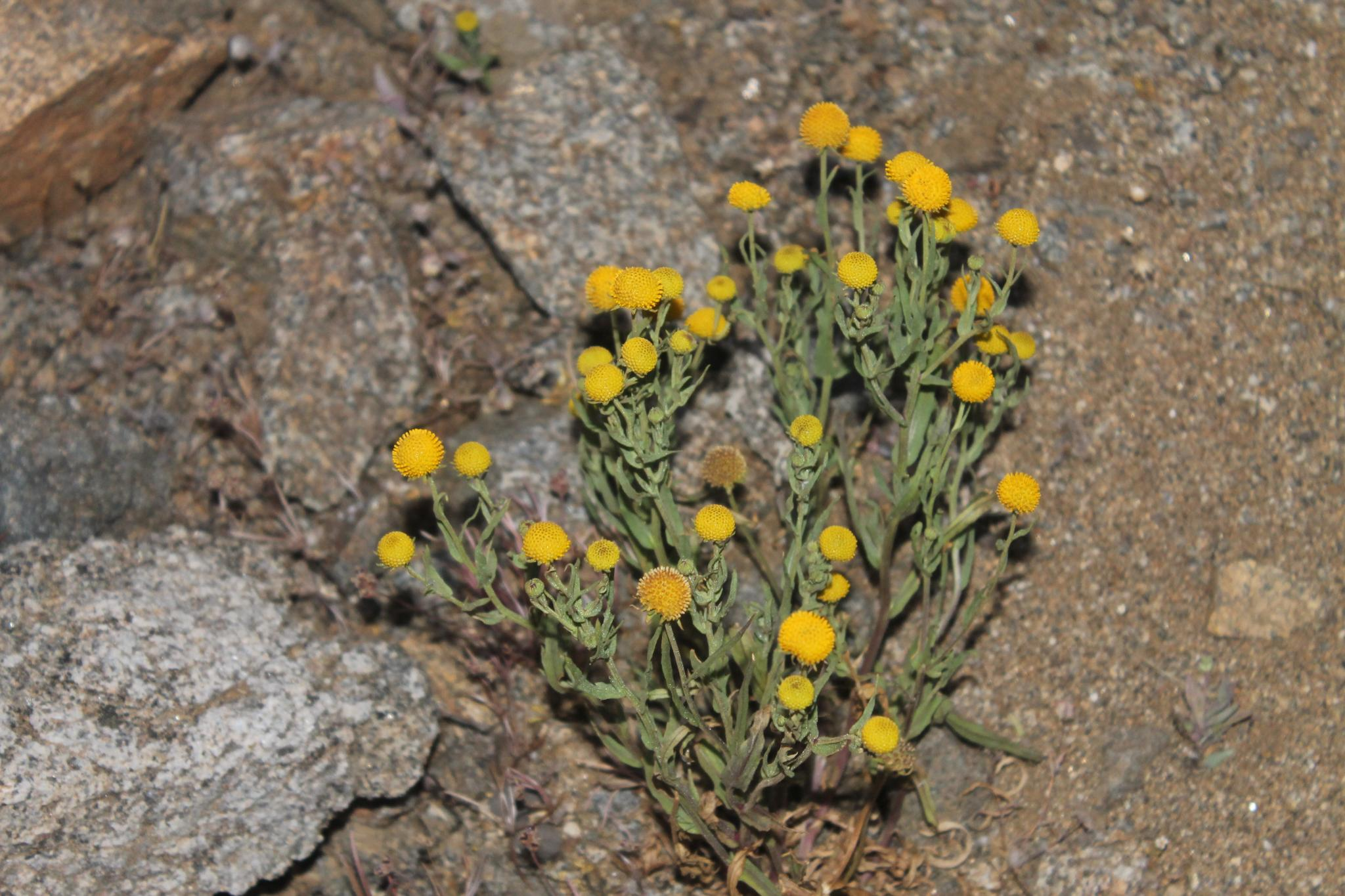
Helenium atacamensis
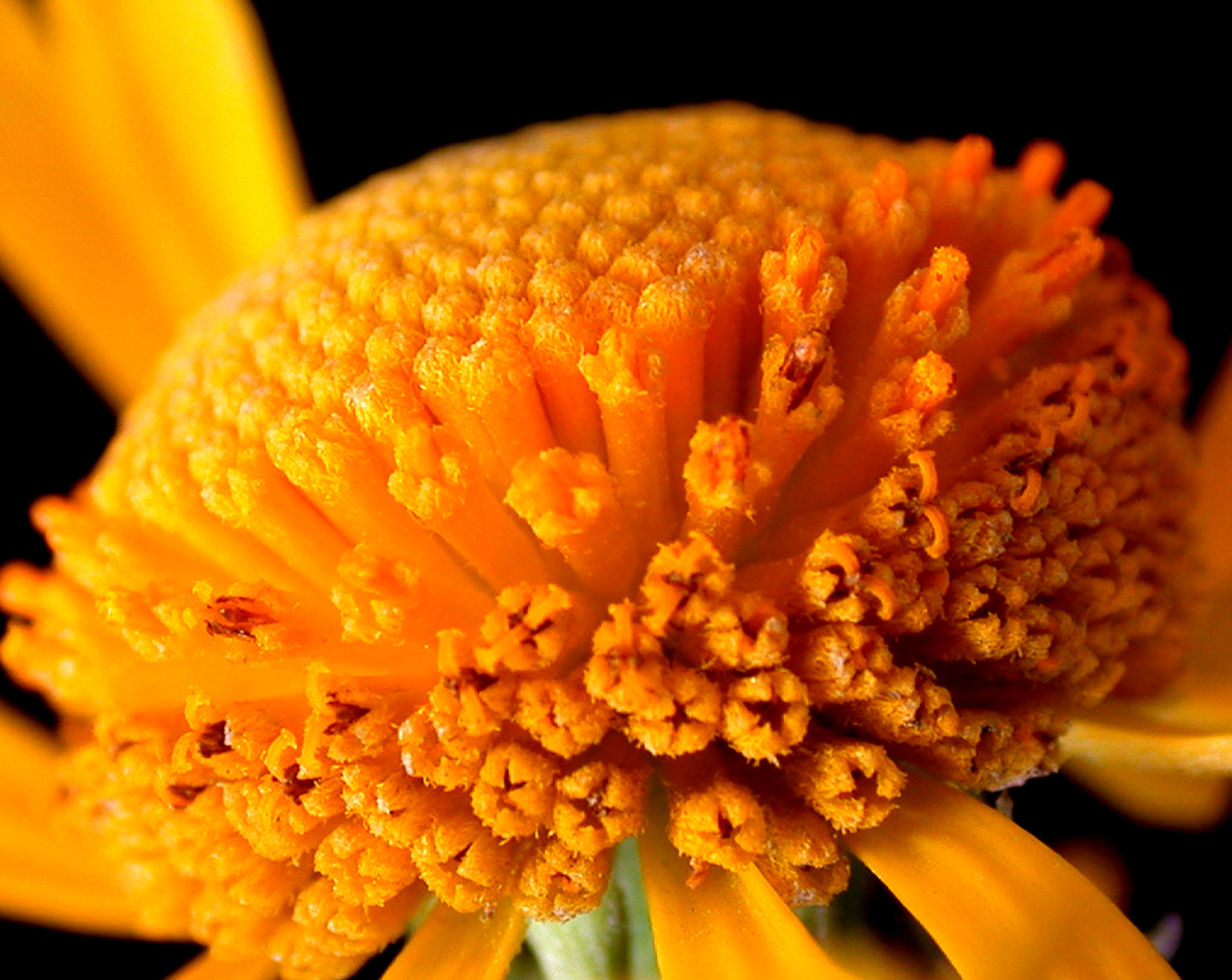
Helenium autumnale
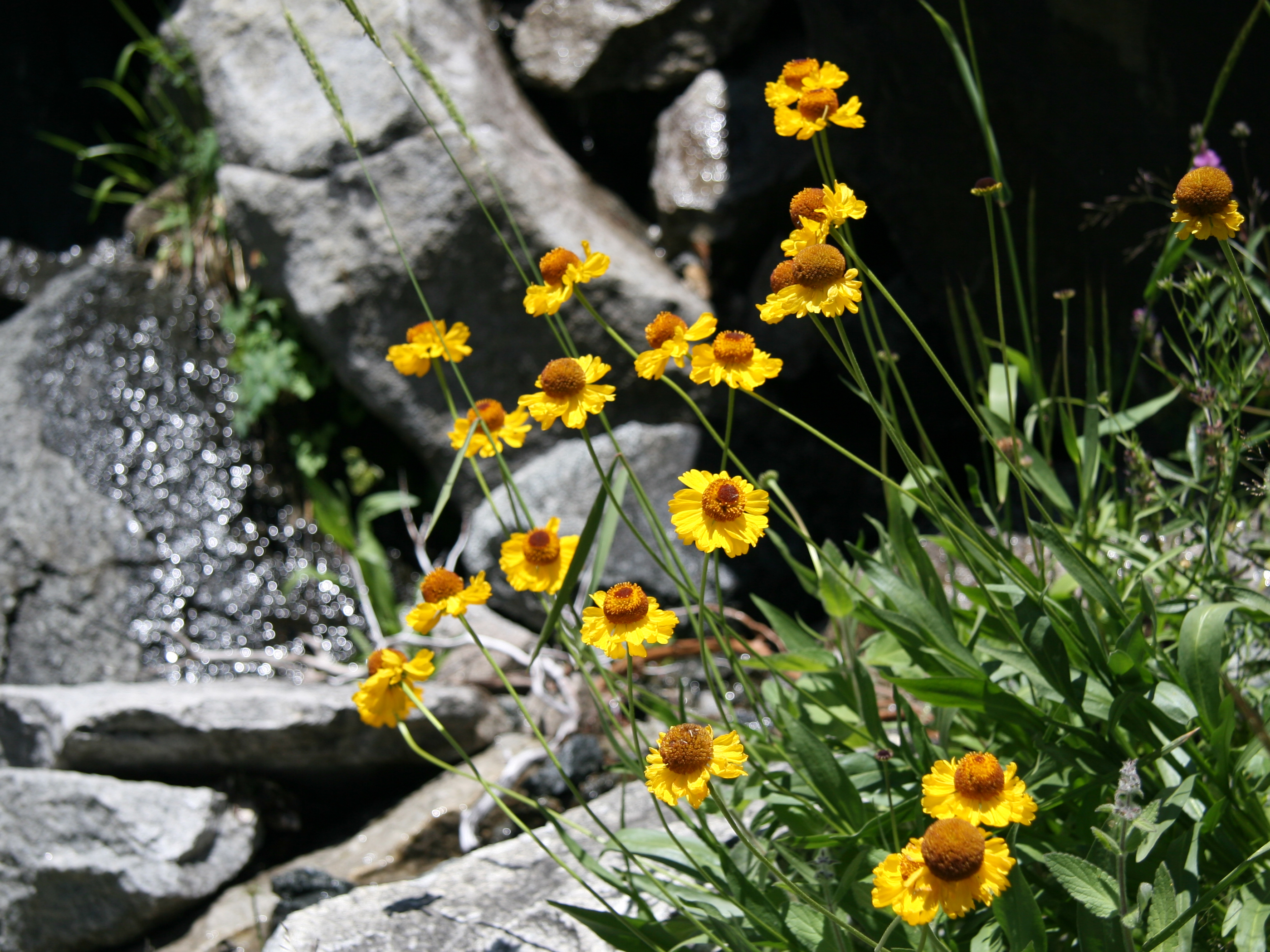
Helenium bigelovii
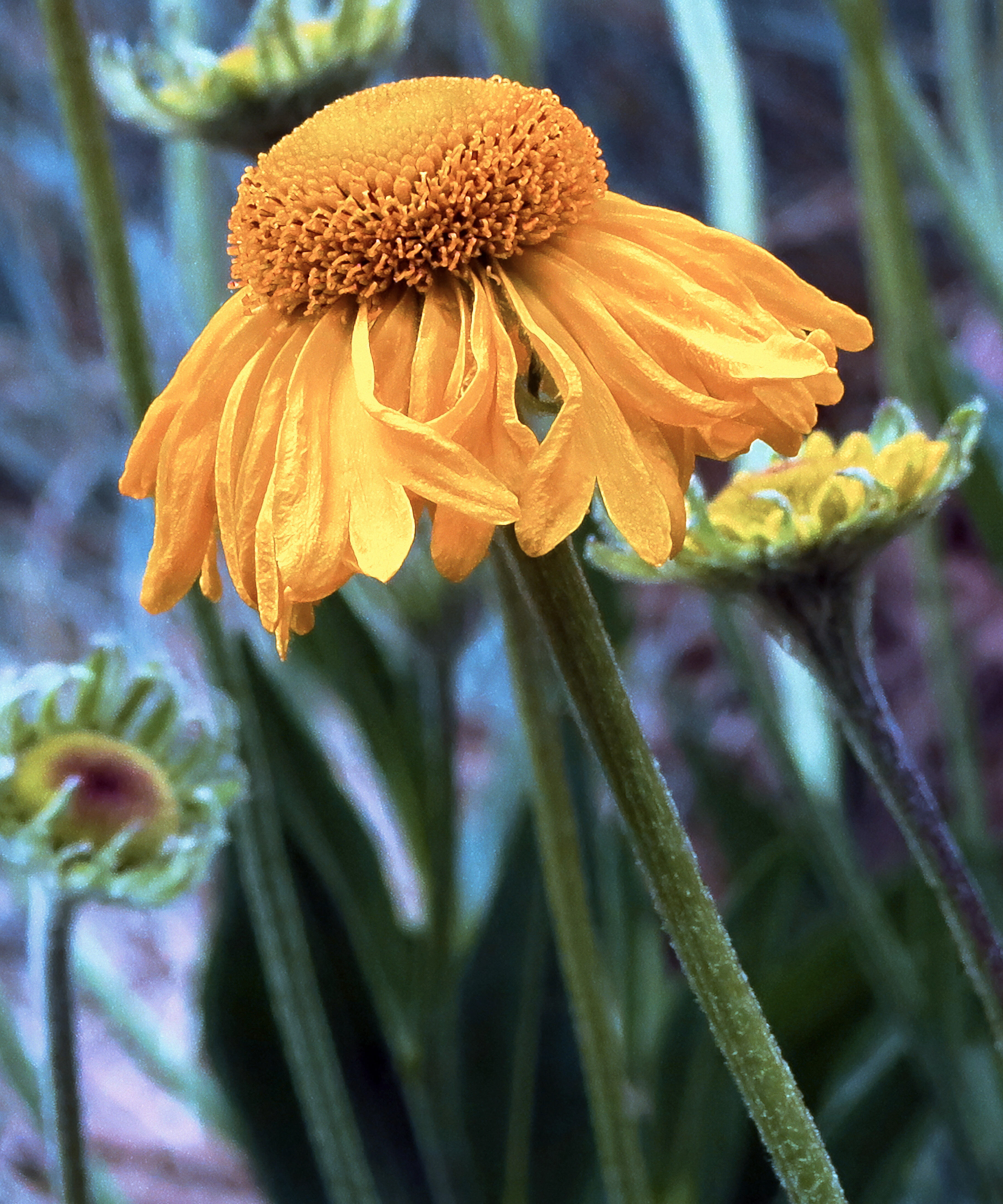
Helenium bolanderi
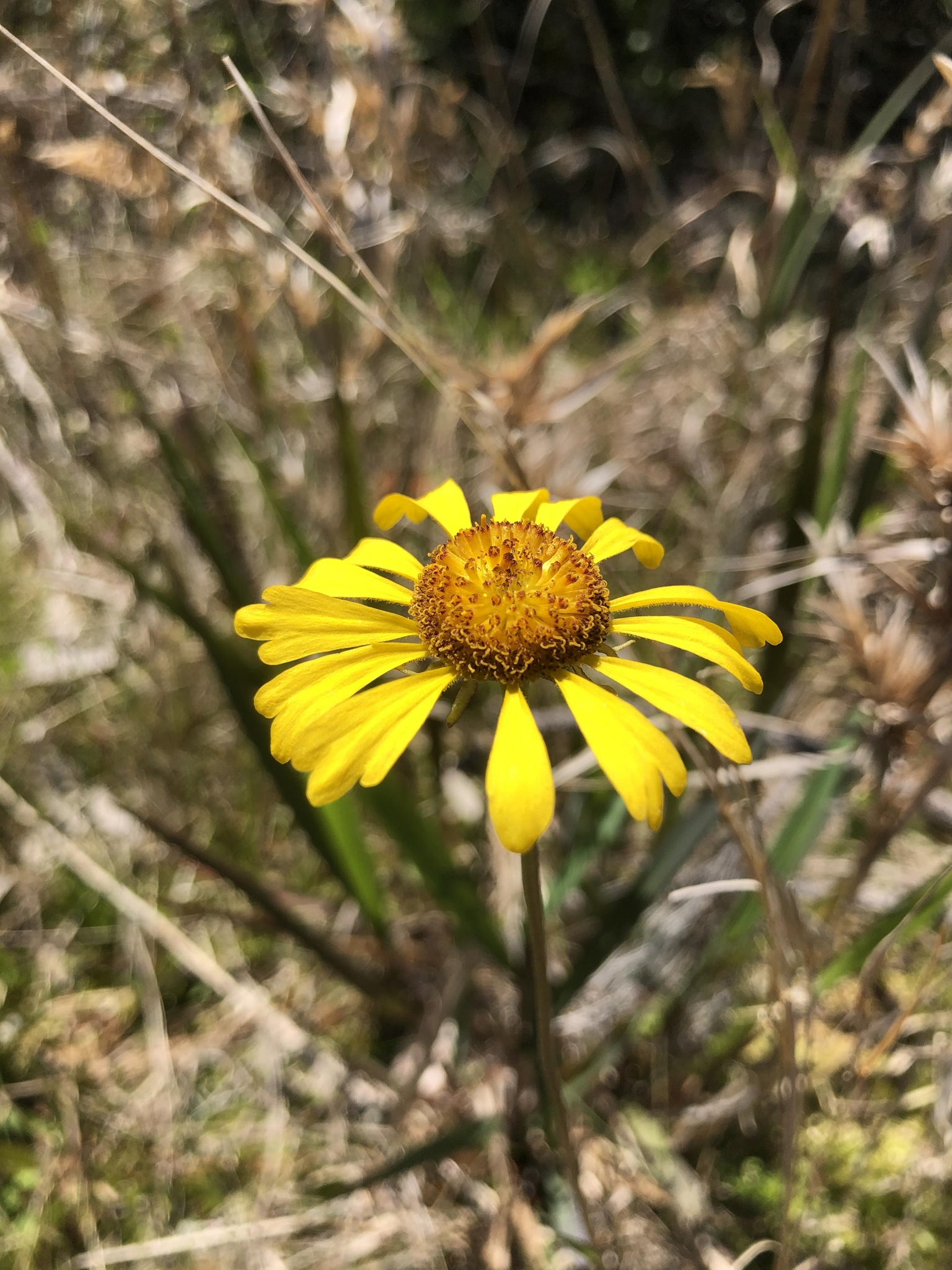
Helenium brevifolium

D...M
- Helenium donianum (Hook. & Arn.) Cabrera
- Helenium drummondii H.Rock
- Helenium elegans DC.
- Helenium flexuosum Raf.
- Helenium glaucum Stuntz
- Helenium insulare (Phil.) Cabrera
- Helenium laciniatum A.Gray
- Helenium linifolium Rydb.
- Helenium mexicanum Kunth
- Helenium microcephalum DC.

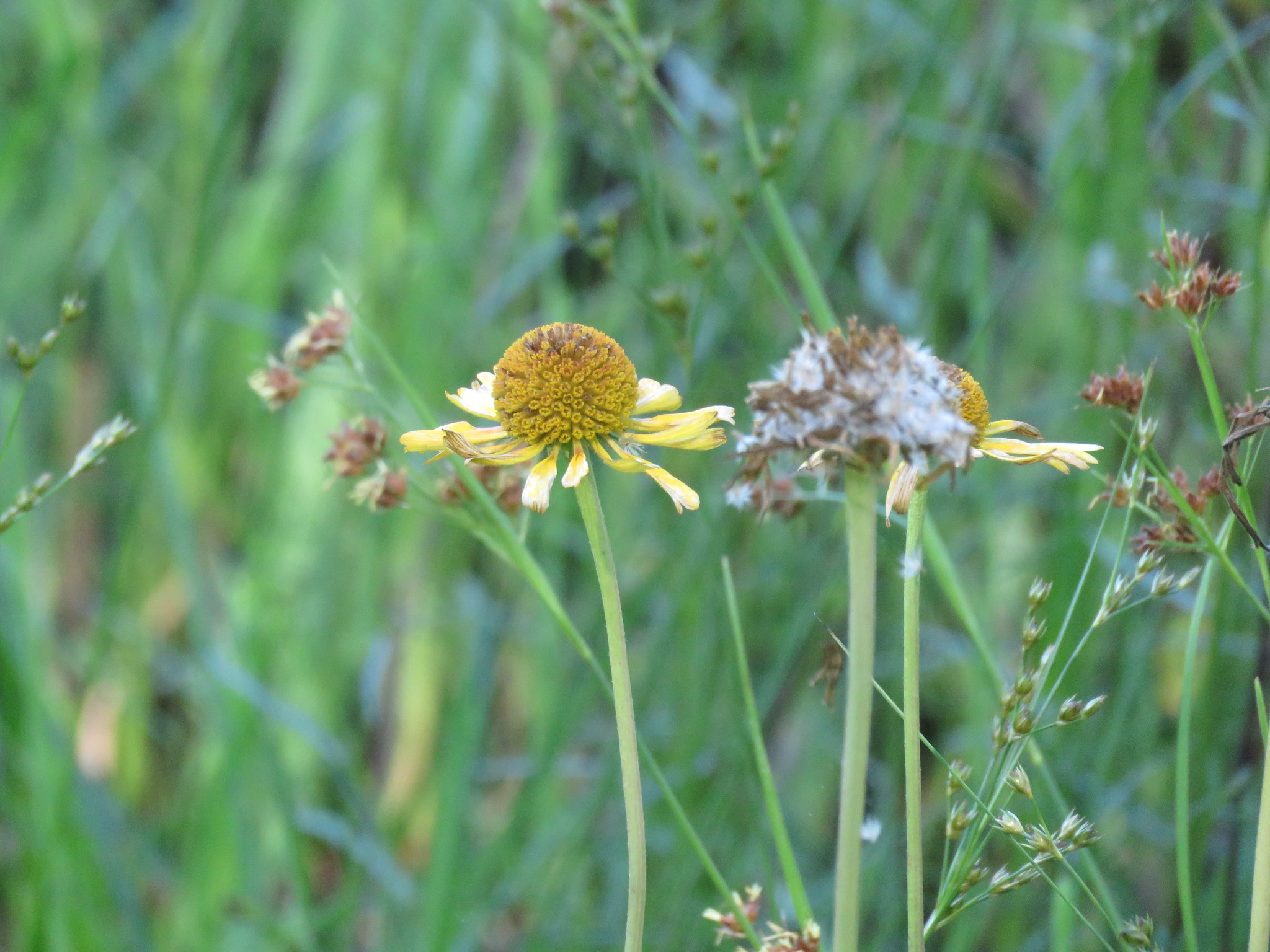
Helenium drummondii
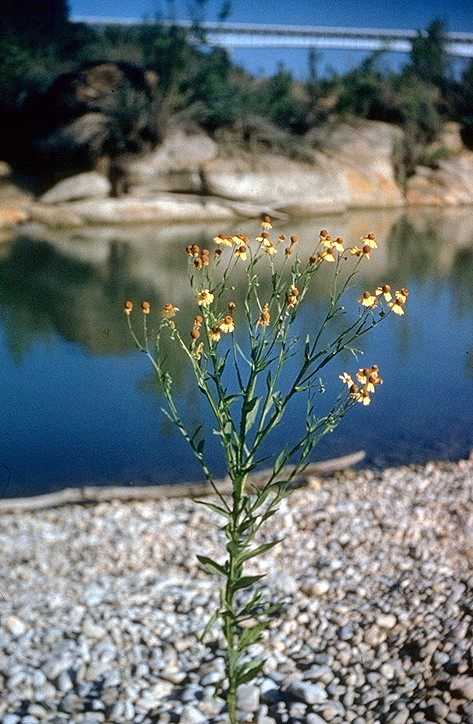
Helenium elegans
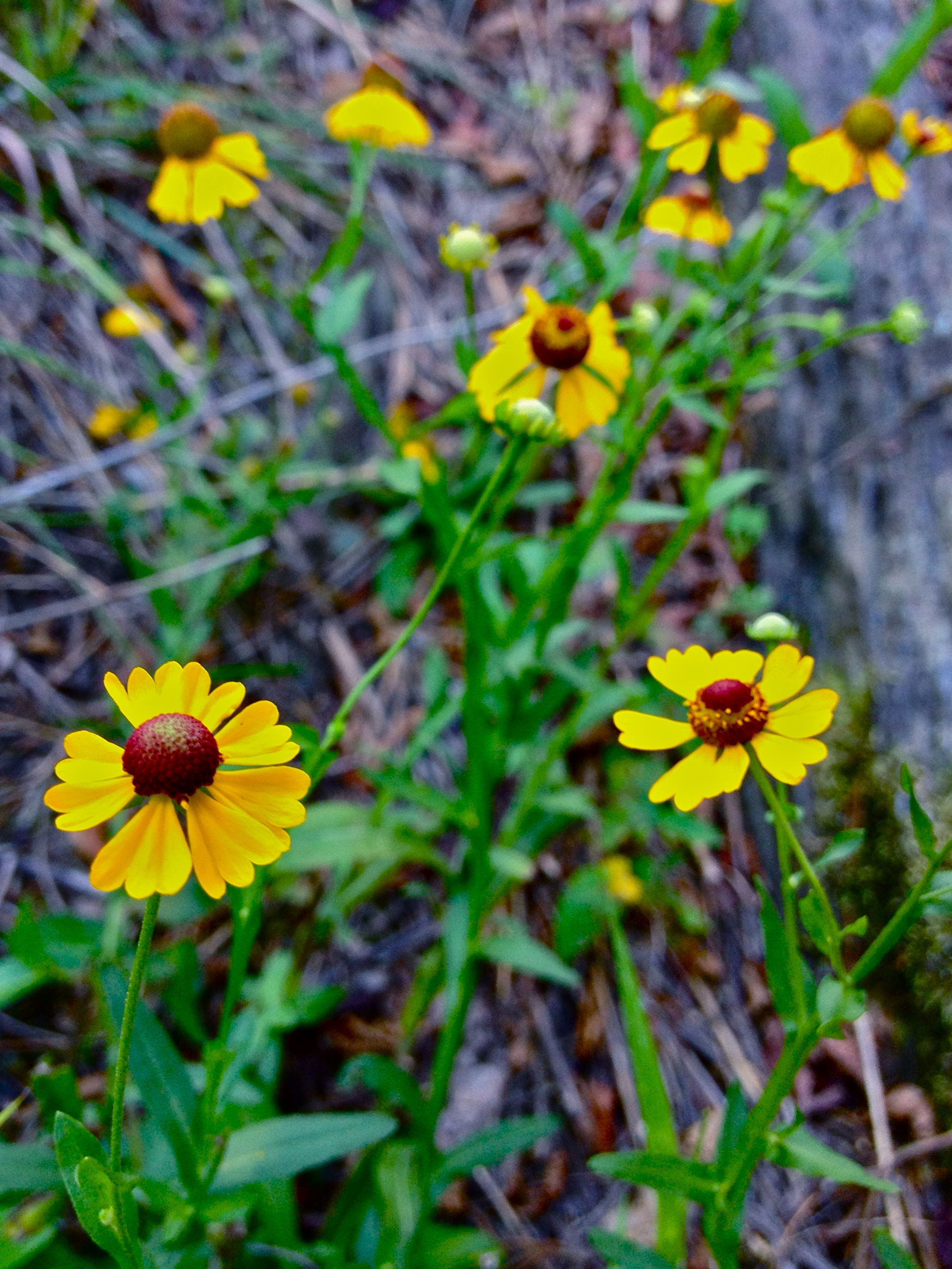
Helenium flexuosum
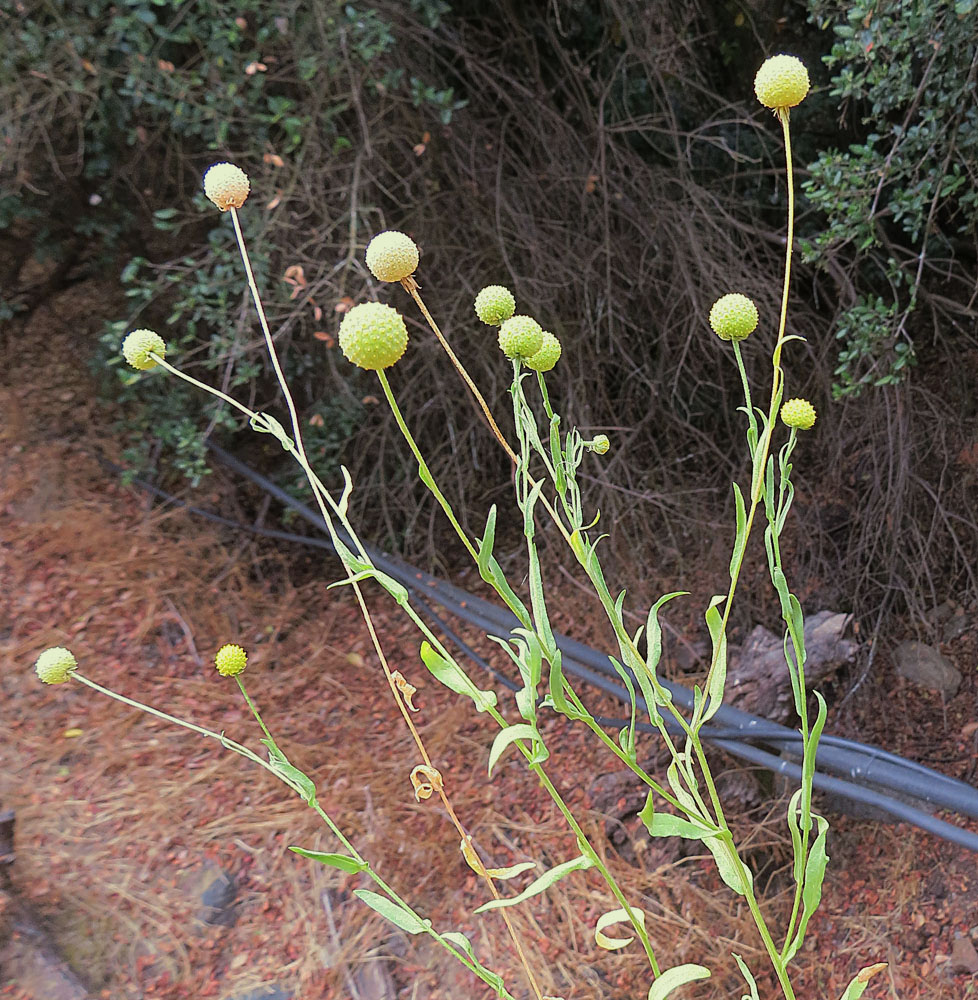
Helenium glaucum
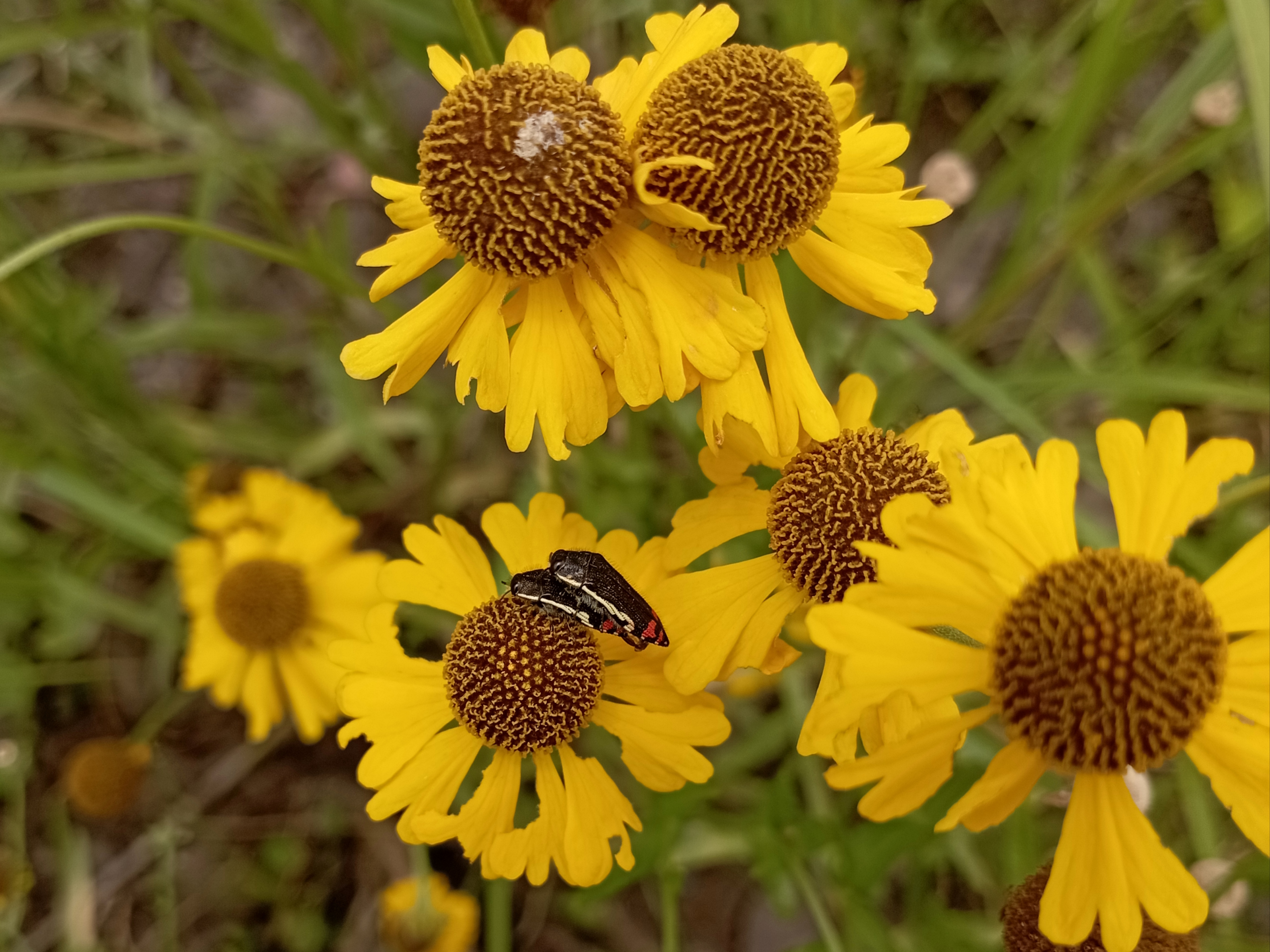
Helenium mexicanum
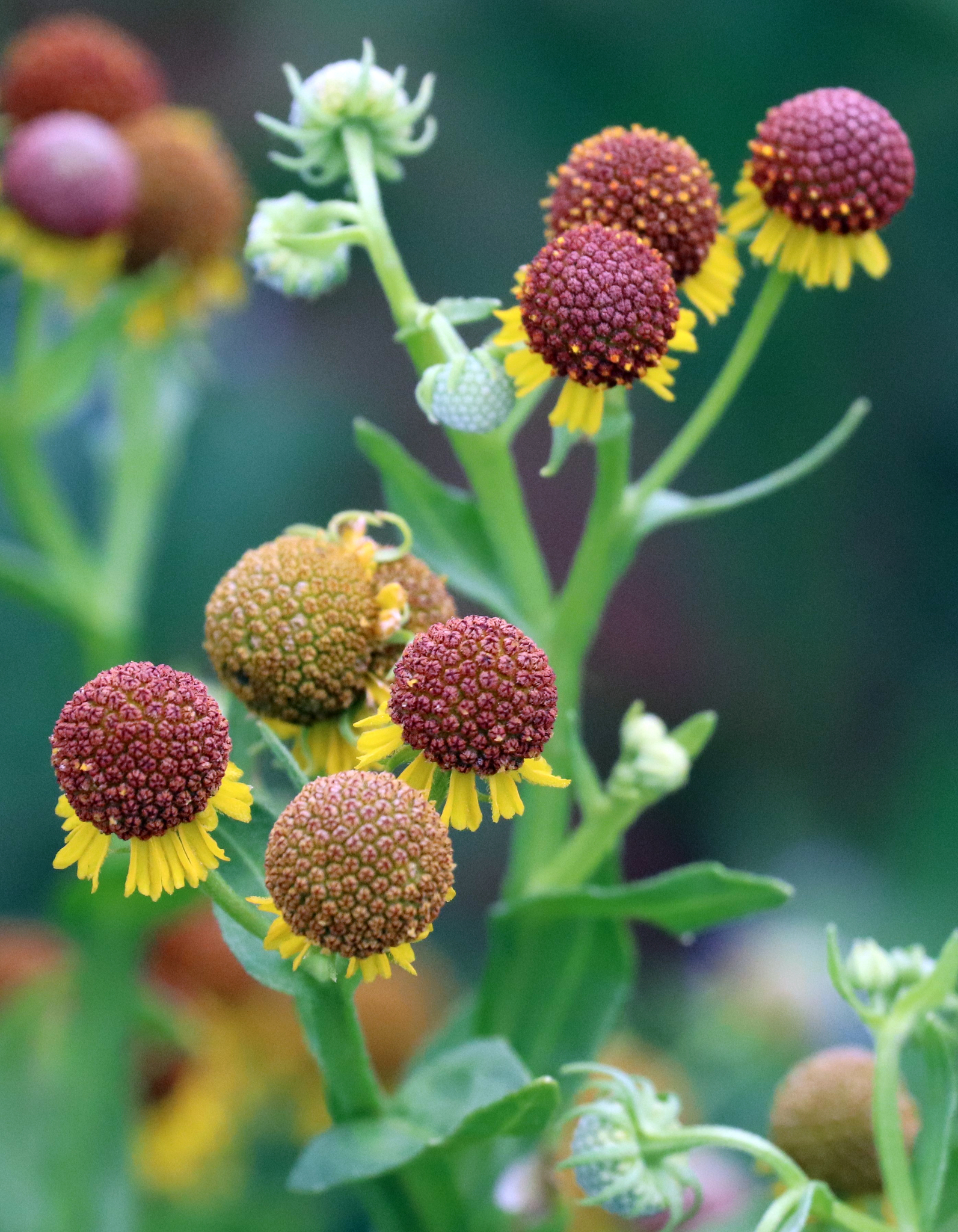
Helenium microcephalum

O...V
- Helenium ovallense Bierner
- Helenium pinnatifidum (Schwein. ex Nutt.) Rydb.
- Helenium puberulum DC.
- Helenium quadridentatum Labill.
- Helenium scaposum Britton
- Helenium scorzonerifolium A.Gray
- Helenium thurberi A.Gray
- Helenium uniflorum (Spreng.) P.L.R.Moraes
- Helenium urmenetae (Phil.) Cabrera
- Helenium vallenariense (Phil.) Bierner
- Helenium vernale Walter
- Helenium virginicum S.F.Blake

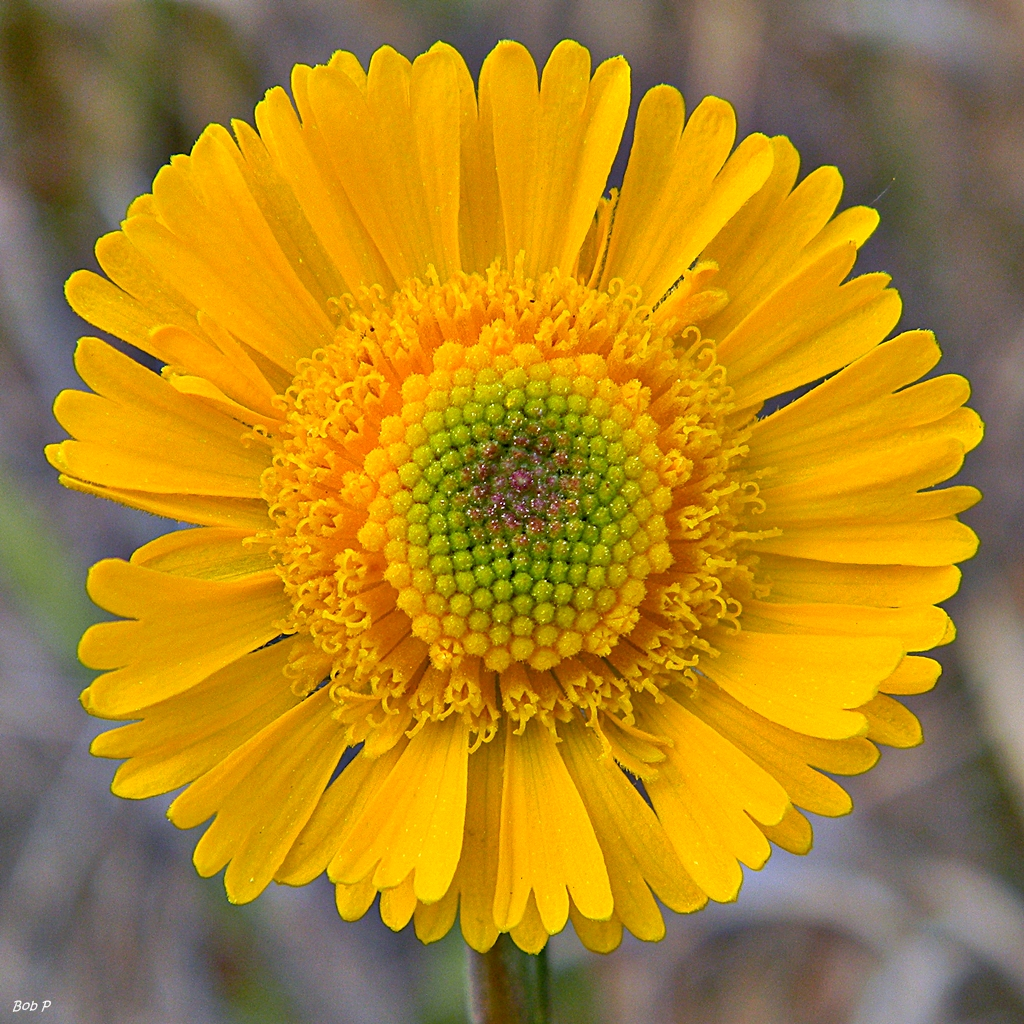
Helenium pinnatifidum
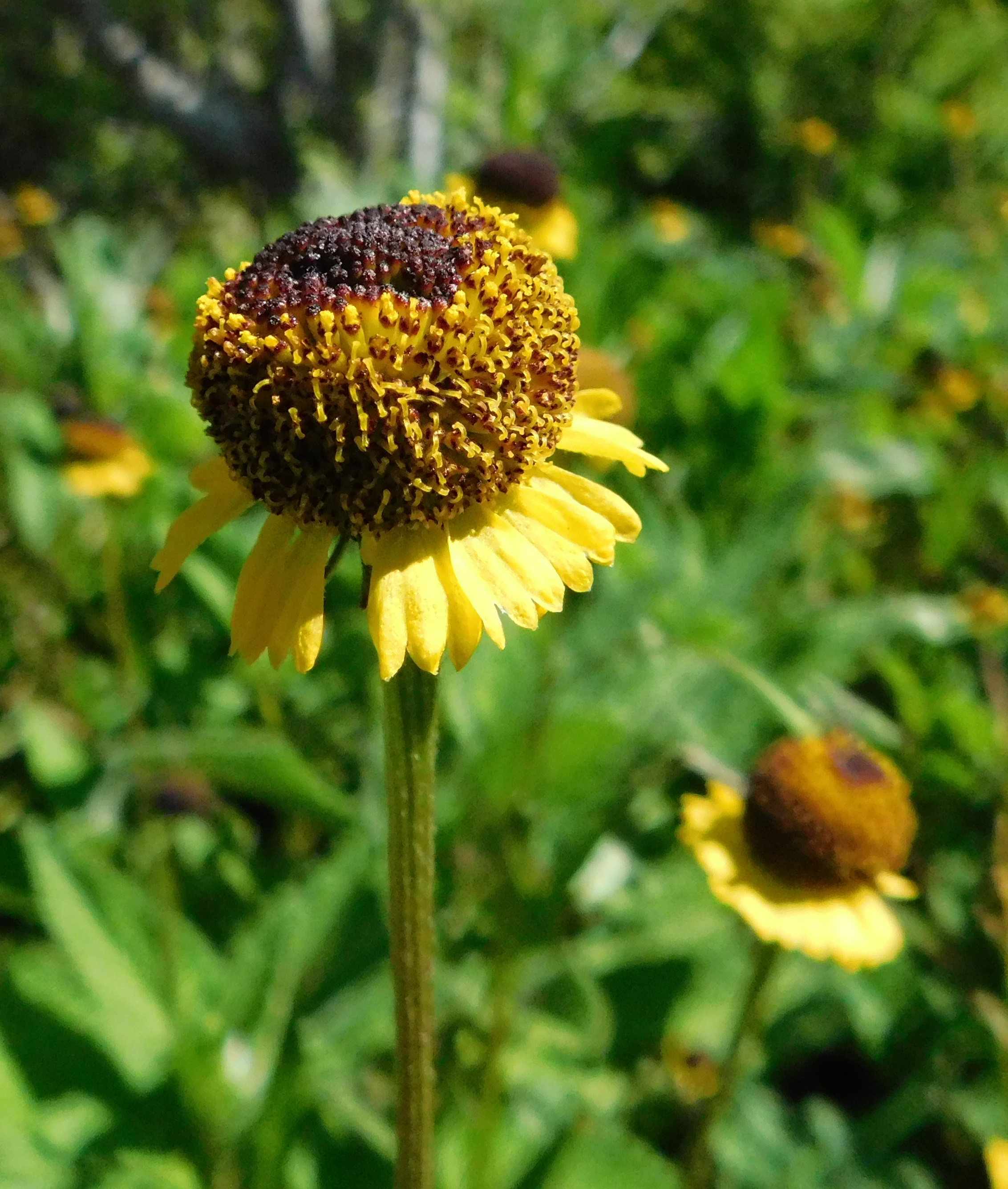
Helenium puberulum
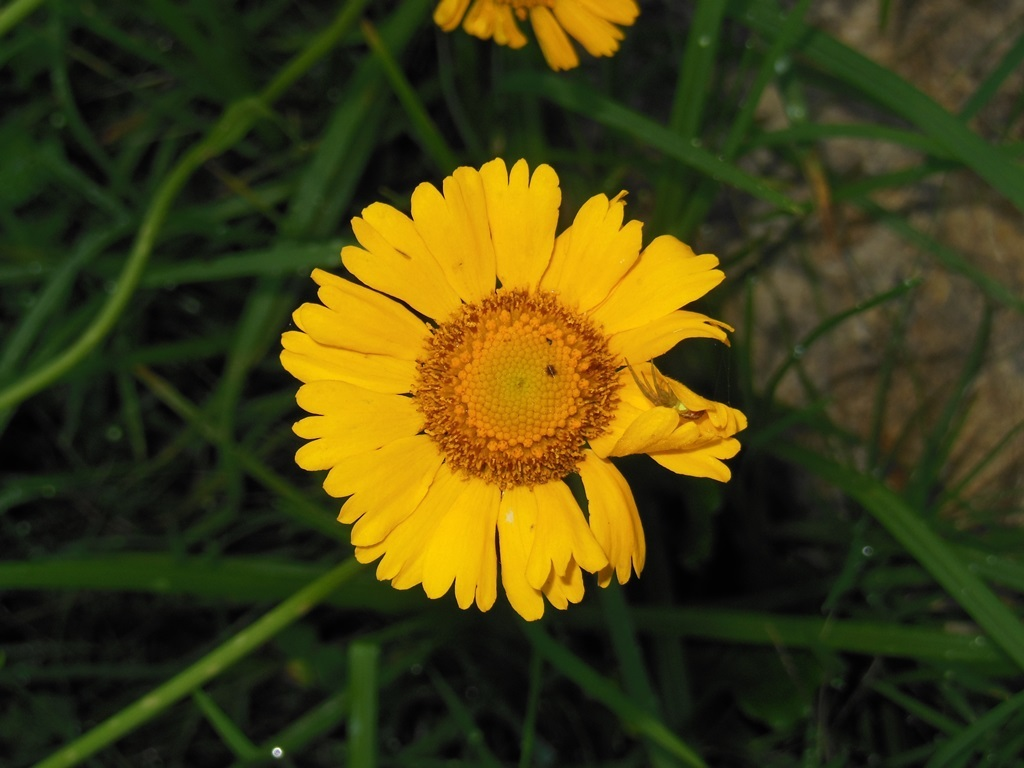
Helenium scorzonerifolium
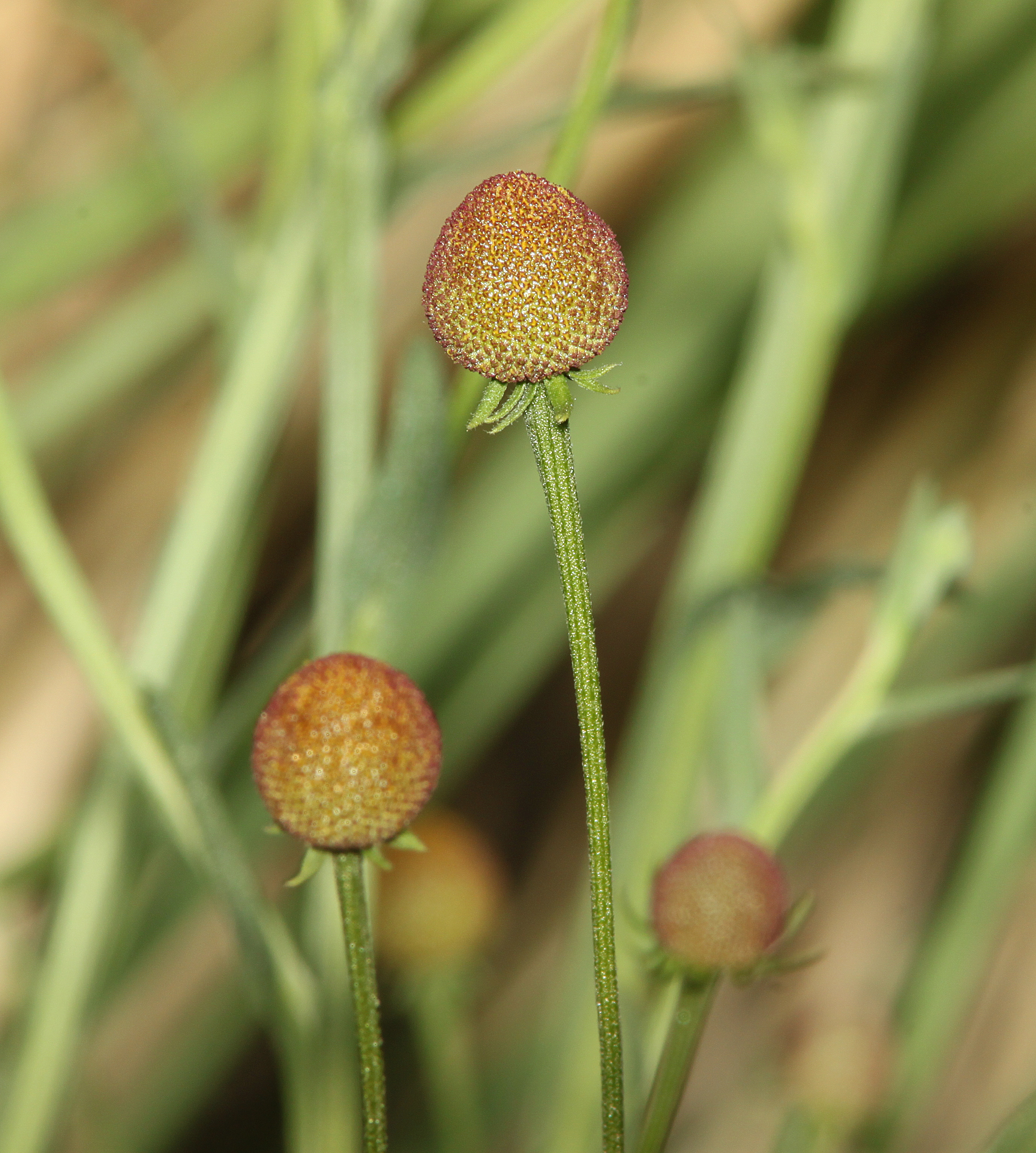
Helenium thurberi
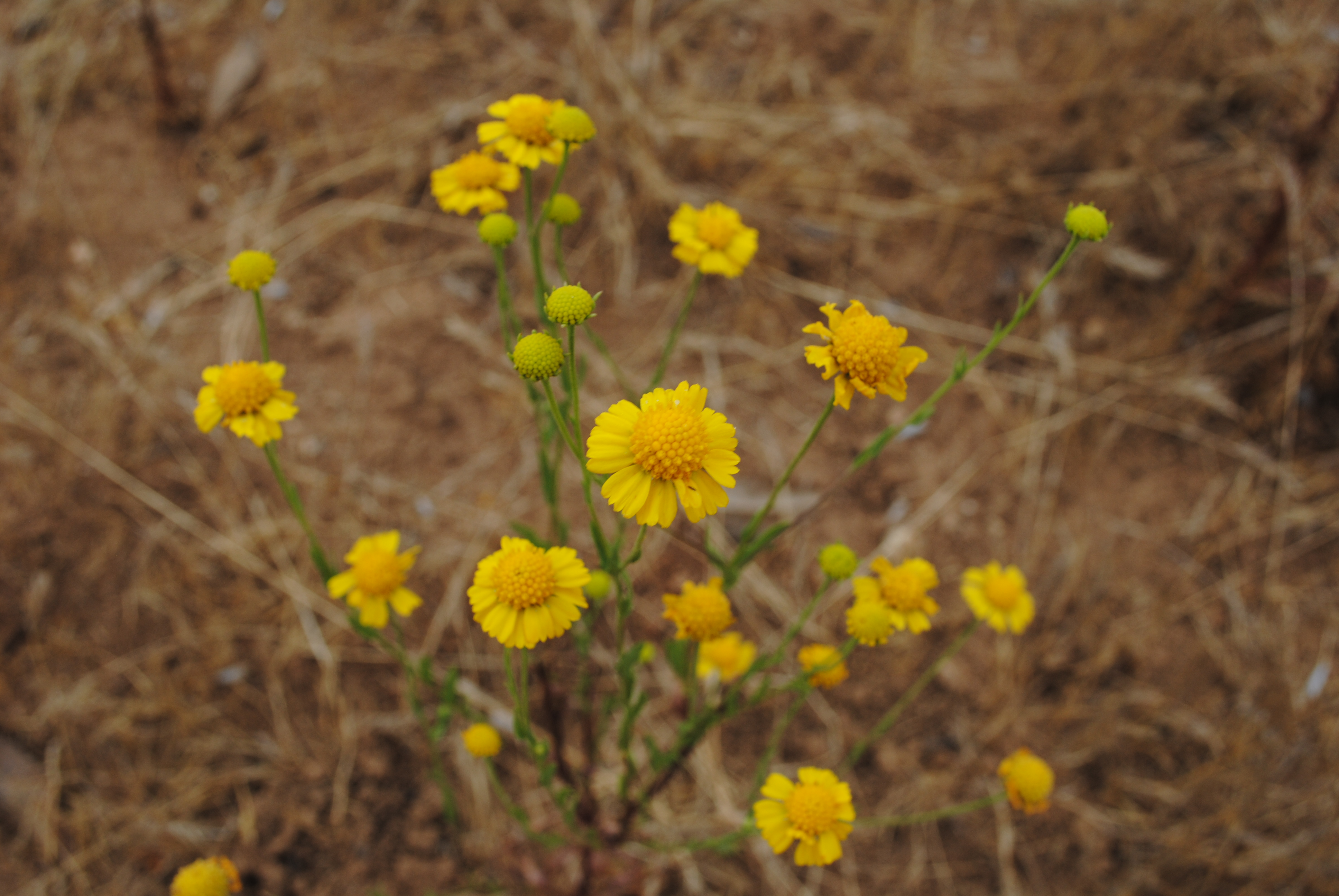
Helenium urmenetae
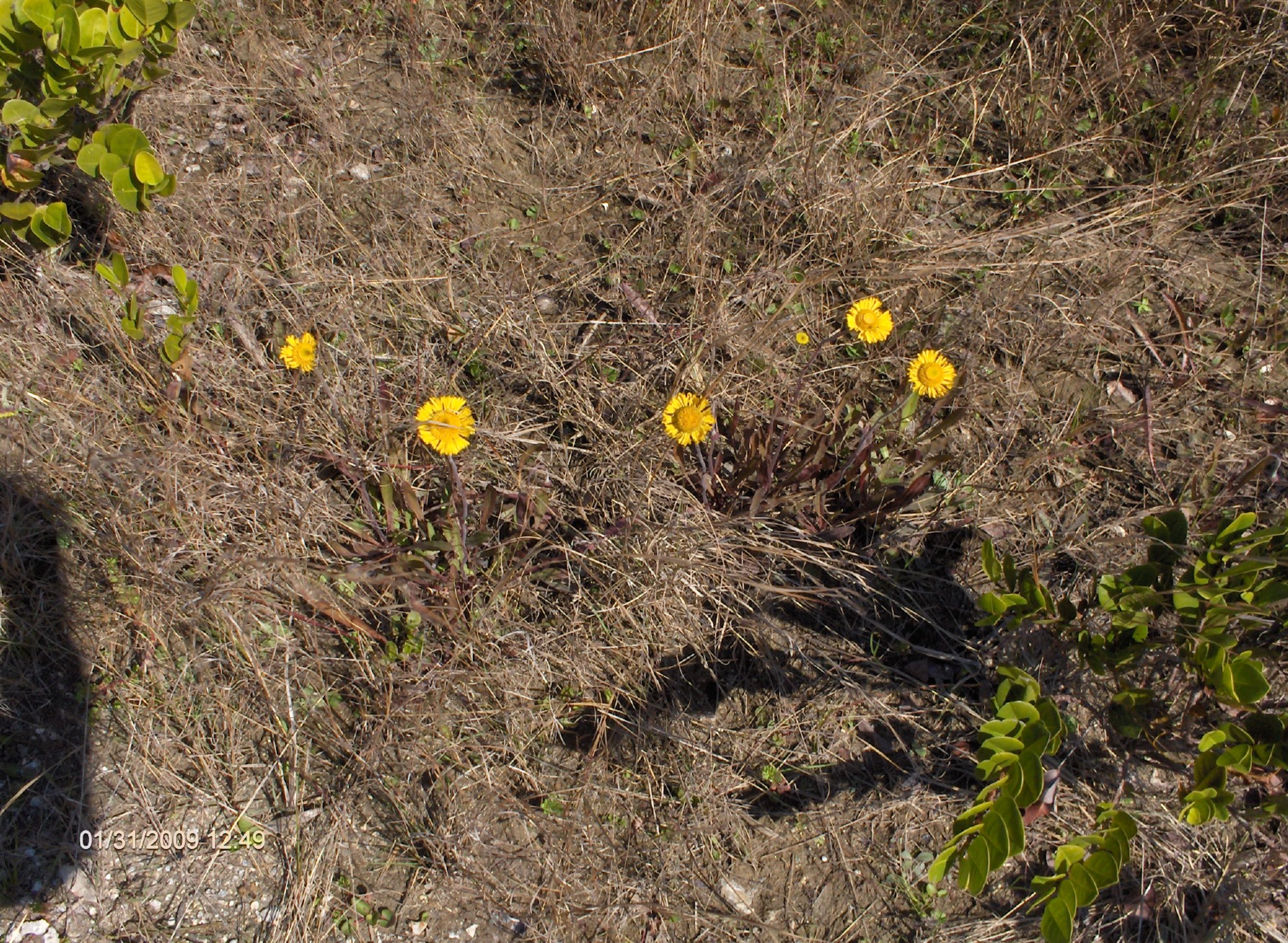
Helenium vernale
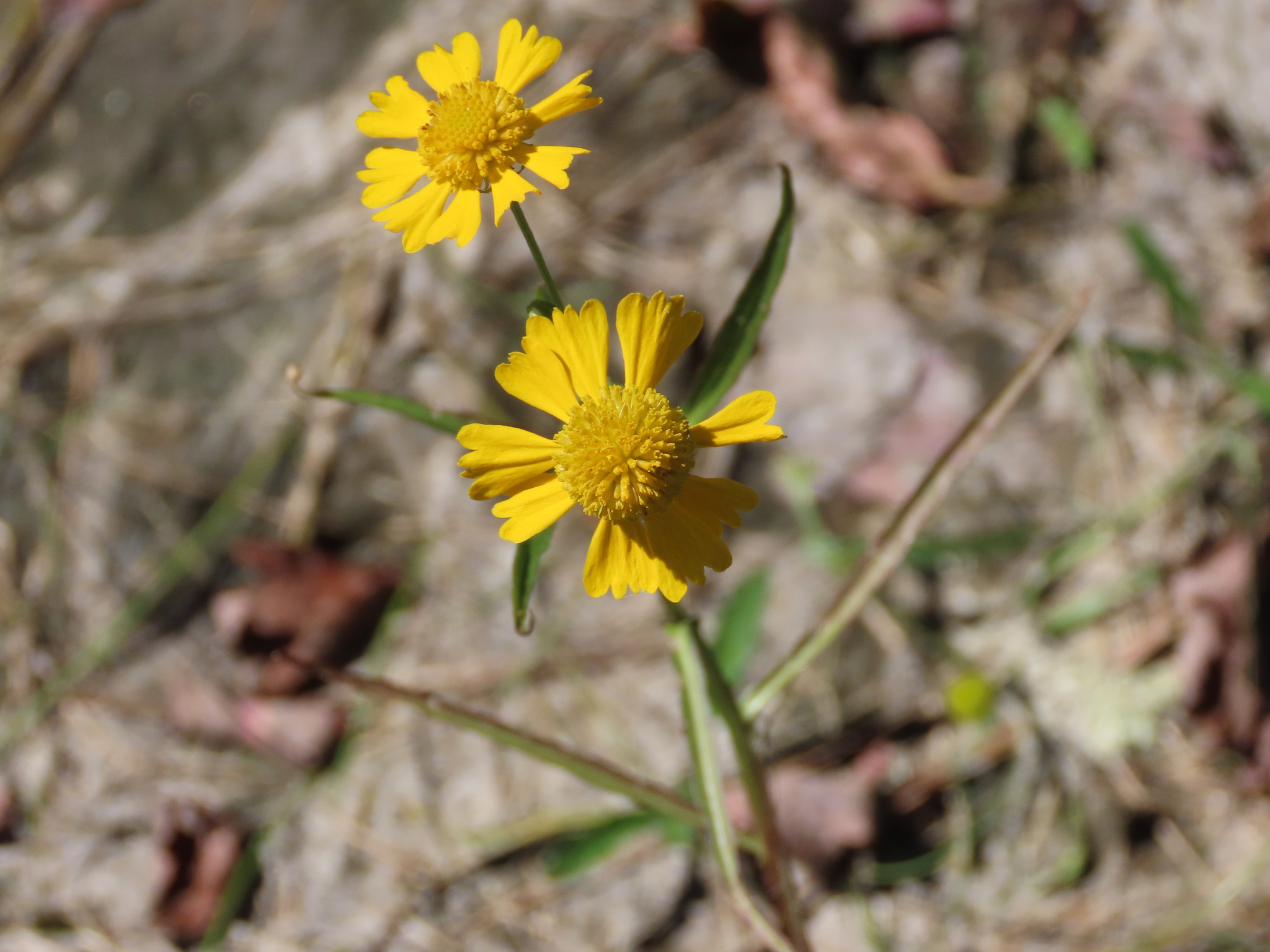
Helenium virginicum

### Sinonimi
Sono elencati alcuni sinonimi per questa entità:
- Brassavola Adans.
- Heleniastrum Fabr.